# Studiomusiker
Studiomusiker (auch: Sessionmusiker oder Begleitmusiker) sind freiberufliche oder festangestellte Instrumentalisten oder Sänger, die im Auftrag von Interpreten oder Produktionsfirmen Musikproduktionen jeglicher Art – nicht selten nach festen Vorgaben – begleiten und unterstützen, oft zum Zwecke von Tonaufnahmen. Ihre typischen Arbeitsplätze sind Tonstudios und Theaterbühnen.

## Entstehungsgeschichte
Der Begriff des Studiomusikers (engl. session musician) entstand nach der Gründung der ersten Tonstudios im Jahre 1897 in den USA. Der Bedarf an musikalischer Begleitung stieg, als für Tonaufnahmen eine professionelle musikalische und/oder stimmliche Begleitung benötigt wurde, wie sie auch bei Live-Auftritten vorhanden war. Da die Studiotechnik noch nicht so weit fortgeschritten war, dass durch Audioeffekte oder Postproduktion bestehende Mängel nachträglich beseitigt werden konnten, musste die Studioproduktion mit Hilfe professioneller Sessionmusiker hochwertig sein. Ab 1923 hatten die amerikanischen Plattenfirmen ihre eigenen „studio bands“. Dazu gehörten Waring’s Pennsylvanians (Oktober 1923 bis November 1932), Jean Goldkette & Orchestra (März 1924 bis Januar 1929) oder Vincent Lopez & Orchestra (März 1923 bis Februar 1926). Deren Mitglieder wie Tommy und Jimmy Dorsey, Benny Goodman, Oscar Peterson oder Miff Mole spielten sowohl in Tanzbands bei Konzerten abends und bei Radioaufnahmen als auch im Tonstudio tagsüber als Begleitung für andere Interpreten.

## Organisation und Aufgaben
Den Auftrag als Studiomusiker erhalten sie meist von den Künstlern selbst oder vom Musikproduzenten. Grund für ihren Einsatz kann die allgemeine Verbreiterung des Klangbildes sein, aber auch die qualitative Verbesserung der instrumental oder vokal weniger talentierten Künstler. Sessionmusiker sind meist so professionell, dass sie nur wenige Takes zur Perfektionierung ihres Parts benötigen und ersparen damit höhere Studiokosten. Die früher oft auch fest angestellten Studiomusiker sind heutzutage durch freiberufliche Kollegen abgelöst worden, um die Fixkosten bei der Produktion zu senken. Üblicherweise wird der Studiomusiker pro Titel, pro Zeitspanne oder pro Produktion honoriert. Steuerrechtlich und rechtlich schließen Studiomusiker mit einem Musikproduzenten „Werkverträge ab, um im Tonstudio fremdkomponierte Musikstücke der Popmusik nachzuspielen, die in der Folge durch Mischung mit Vokalmusik zu einem für Plattenaufnahmen geeigneten Musikstück aufbereitet werden.“ Der Studiomusiker gehört zu den freiberuflichen, selbständigen Künstlern, sofern er keine Festanstellung hat. 
Wesentliches Attribut des Studiomusikers ist seine Anonymität, denn meistens wird seine musikalische Mitwirkung nicht einmal in den Liner Notes der Tonträger erwähnt, so dass eine breite Öffentlichkeit nicht über seine Mitwirkung informiert ist. Sessionmusiker sind durch ihre freiberufliche Tätigkeit gar nicht oder nur lose als Gruppe organisiert oder bilden seltener eine feste Gruppe. Sie erhalten einen Vertrag, der sie zum vereinbarten musikalischen Beitrag verpflichtet und ihnen ein Honorar zusichert. Damit entledigen sie sich jedoch nicht selten sämtlicher weiterer Einnahmen, wenn etwa die Tonaufnahme zum Millionenseller wird und Lizenzen dieser Musik sehr nachgefragt werden. In Deutschland werden deshalb Musiker durch die Gesellschaft zur Verwertung von Leistungsschutzrechten (GVL) als ausübende Künstler vertreten, sofern sie eine entsprechende Mitgliedschaft besitzen. Die Aufgabe eines Studiomusikers kann auch darin bestehen, den oder die Interpreten bei Tourneen zu begleiten. 
Sänger, Sängerinnen oder Gruppen, die sich nicht selbst begleiten bzw. Instrumentalsolisten sind auf Unterstützung durch Sessionmusiker angewiesen. Einerseits etablierten sich in Tonstudios die Begleitmusiker, die in der Lage sind, ohne Vorbereitung direkt vom Notenblatt die spieltechnischen und stilistischen Anforderungen zu erfüllen. Sie stehen auf Abruf bereit. Andererseits wurden Studiomusiker als eingespielte Begleitensembles, die einen bestimmten Sound verkörpern, zum Markenzeichen bestimmter Tonstudios.

## Bekannte Studiomusiker
Bei manchen Sessionmusikern war der von ihnen ausgehende Klangeindruck so charakteristisch und mit hohem Wiedererkennungswert verbunden, dass man danach den Sound benannt („Nashville Sound“, „Motown-Sound“, „Memphis-Sound“, „Philly-Sound“) und ihnen einen Namen vergeben hat (Nashville A-Team, The Funk Brothers, Memphis Horns, MFSB). Jamaikanische Bands wie The Skatalites, Tommy McCook & The Supersonics und Roland Alphonso & The Soul Brothers waren ebenfalls als Begleitmusiker tätig und prägten den Ska-Sound. Eine der ersten informellen Studiogruppen dieser Art war The Studio Band aus New Orleans, die zwischen 1946 und 1957 meist im J&M Studio von Cosimo Matassa bei Aufnahmesessions in wechselnder personeller Besetzung anwesend war. Ein Mitglied dieser Gruppe war der Schlagzeuger Earl Palmer, der im Februar 1957 die Studioband verließ, um in Los Angeles zu einem gefragten Session-Schlagzeuger zu werden. 
Er stieß zu der wohl berühmtesten und am meisten zum Einsatz gelangten, wenngleich weitgehend anonym gebliebenen Gruppe von Sessionmusikern: The Wrecking Crew. Sie unterstützten auch Interpreten wie The Monkees, denen wenig künstlerisches Talent nachgesagt wurde, oder Musikprofis wie Frank Sinatra.
In der Country-Musik viel gefragt war das Nashville A-Team, aus dem der Schlagzeuger Buddy Harman mit über 17.000 Aufnahmesessions hervorsticht. Hal Blaine von The Wrecking Crew brachte es gar auf 35.000 Musiktitel und ist damit der meistgebuchte Studioschlagzeuger aller Zeiten. Einer der erfolgreichsten britischen Sessionmusiker war Gitarrist Jimmy Page. Er entwickelte sich zum Sideman, als er durch Mitgliedschaft bei den Yardbirds aus seiner Anonymität heraustrat und mit dieser Gruppe selbst bekannt wurde, ohne dass er seine Arbeit als Sessionmusiker aufgab und ab Januar 1963 bei bekannten Interpreten der britischen Popmusik häufig aushalf, so etwa beim Millionenseller Tobacco Road von den Nashville Teens. 
In den 1970er Jahren machte in Studiokreisen eine Formation in den USA von sich reden, The Section. Sie bestand aus den renommierten Studiomusikern Leland Sklar am Bass, Russ Kunkel am Schlagzeug, Craig Doerge an den Keyboards und Danny Kortchmar an der Gitarre. Sie waren derart aufeinander eingespielt, dass sie meist als komplette Band für Musiker wie James Taylor, Jackson Browne und viele andere gebucht wurden.Die Mitglieder der amerikanischen Gruppe Toto sind seit den mittleren 1970er Jahren gefragte Studiomusiker und haben zahllose internationale Produktionen eingespielt, von denen (abgesehen von ihren eigenen) Thriller von Michael Jackson die Bekannteste ist.
Ein weiterer bekannter Sessionmusiker war der britische Pianist Nicky Hopkins, der insbesondere durch seine Arbeit bei den Rolling Stones, Beatles, The Who und The Kinks bekannt wurde. Prominente Beispiele aus Deutschland für „Retortengruppen“ sind Milli Vanilli und Boney M. Auch heute gibt es viele Interpreten, die auf die Hilfe von Studiomusikern zurückgreifen. Nach wie vor gilt, dass es aus Zeitgründen oder wegen mangelnder Fertigkeiten geboten erscheint, sich Playbacks von studioerfahrenen Musikern maßschneidern zu lassen.
Zu den bekanntesten Studiogitarristen Deutschlands gehört Peter Weihe.